# Coteana
Coteana est une commune roumaine située dans le județ d'Olt.